# 大友篤
大友 篤（おおとも あつし、1934年 - ）は、日本の社会学者、統計学者、人口地理学。宇都宮大学教授、日本女子大学人間社会学部教授。

## 経歴
1934年（昭和9年）宮城県古川市に生まれる。1952年（昭和27年）に宮城県古川高等学校卒業、1956年東北大学理学部卒業、1976年理学博士。現在一般財団法人日本統計協会の研究員を務める。過去には総理府統計局、国際連合アジア経済研究所、総理府統計研究所や宇都宮大学、日本女子大学人間社会学部・人間社会工学部で教授を歴任。社会の変化をデータから読み解く研究に取り組んでいる。

## 研究領域
21世紀に入り、少子高齢化や都市化、女性の社会進出など、日本社会は急速に変化している。こうした変化を正しく理解し、政策に生かすためには、統計データを活用した科学的な分析が不可欠となっている。大友の研究は、こうした社会の実態をデータから明らかにし、未来の指針を示すことを目的としている。大友の研究は、単なる学問的探究ににとどまらず、政策決定や地域活性化、企業戦略などにも影響を与えている。データを基に社会の未来を考えることの重要性が増す中、大友の研究はますます価値を持つものである。

## 主な研究テーマ

### 人口移動の分析
国勢調査などのデータを活用し、日本国内の人口の移動パターンを研究。地方から都市への流出や、少子高齢化の影響を明らかにする。

### 教育データの解析
教育環境や学力の変化を統計的に検証し、教育政策に役立つ知見を提供。

### 消費行動の調査
全国消費実態調査をもとに、日本人のライフスタイルや経済活動の変化を分析。

### 女性の社会的地位の研究
ジェンダー統計を活用し、女性の社会進出の現状や課題を明らかにする。

### GIS（地理情報システム）の活用
地理データを用い、地域ごとの社会構造の違いや課題を可視化。

## 著書
- 『地域分析入門』（東洋経済新報社）1997年
- 『日本の人口移動：戦後における地域分布変動と地域間移動』（大蔵省印刷局）1996年
- 『日本都市人口分布論』（大明堂）1979年